# V458 Андромеды
V458 Андромеды (лат. V458 Andromedae) — двойная затменная переменная звезда типа Алголя (EA) в созвездии Андромеды на расстоянии приблизительно 3647 световых лет (около 1118 парсеков) от Солнца. Видимая звёздная величина звезды — от менее +12,8m до +12,2m. Орбитальный период — около 2,2904 суток.

## Характеристики
Первый компонент — жёлто-белая звезда спектрального класса F. Радиус — около 1,99 солнечного, светимость — около 6,132 солнечных. Эффективная температура — около 6442 K.